# باشگاه فوتبال دینامو تیرانا
باشگاه فوتبال دینامو تیرانا (انگلیسی: FK Dinamo Tirana) یک باشگاه فوتبال در تیرانا، آلبانی است.
این باشگاه که در سال ۱۹۵۰ تاسیس شده سابقه ۱۸ قهرمانی در سوپر لیگ فوتبال آلبانی و ۱۳ قهرمانی در جام حذفی فوتبال آلبانی را در کارنامه دارد.